# شقة في وسط البلد (فلم)
شقة في وسط البلد هو فيلم دراما مصري من إخراج محمد فاضل (مخرج) وبطولة محمود ياسين، نور الشريف، ميرفت أمين، صلاح السعدني، زيزي البدراوي وشهيرة. وهو أول فيلم يخرجه محمد فاضل (مخرج)

## نبذه
عدد من الأصدقاء تجمعهم معًا مشكلة العثور على شقة، كمال الفنان المثال الذي يأمل في العثور على أتيليه له ينفذ فيه تمثاله ويخطب مديحة، بينما يحاول صديقه الثاني المهندس شريف العثور على شقة من أجل السكن فيها هو وزوجته منى التي يحبها منذ سبع سنوات حيث أنهما يعانيان من عدم وجود إتمام زواجه من نجوى.

## طاقم العمل
- محمود ياسين بدور كمال
- نور الشريف بدور شريف
- ميرفت أمين بدور منى
- صلاح السعدني بدور حمدي
- زيزي البرداوي بدور مديحة
- شهيرة بدور نجوى

## وصلات خارجية
- مقالات تستعمل روابط فنية بلا صلة مع ويكي بيانات